# Cykloalkeny
Cykloalkeny jsou alicyklické uhlovodíky, které obsahují minimálně jednu dvojnou vazbu uvnitř cyklu. Pokud obsahují dvě dvojné vazby, jedná se o cykloalkadieny, pokud tři, tak o cykloalkatrieny atd.

## Příklady
- Cyklopropen
- Cyklobuten
- Cyklopenten
- Cyklohexen
- Cyklohepten
- Cyklookten

### Cykloalkadieny
- Cyklopentadien
- Cyklohexadien

## Sledujte také
- Areny